# Геммайтя
Геммайтя або Генмайтя, також Геммайча або Генмайча (яп. 玄米茶, げんまいちゃ, МФА: [gemmai̯t͡ɕa], «рисовий чай») — японський різновид зеленого чаю з додаванням обсмажених зерен неочищеного рису (ґеммай), що мають коричневий колір. Іноді певна кількість зерен рису вибухає, і вони стають схожими на повітряну кукурудзу. За ці зерна ґеммайтя іноді називають «попкорновим чаєм».
Традиційно заварюють 3-5 хвилин при температурі 80–85 °C.